# Ihlpohl
Ihlpohl ist einer von sechs Ortsteilen der Gemeinde Ritterhude im niedersächsischen Landkreis Osterholz und hat 2.387 Einwohner (Stand: Juni 2016). Bis zur Eingemeindung nach Ritterhude gab es die Gemeinde Osterhagen-Ihlpohl mit dem Dorf Osterhagen.

## Lage
Die Ortschaft Ihlpohl liegt am südlichen Rand der Osterholzer Geest. Während der südliche Teil des Ortes durch Einfamilienhäuser gekennzeichnet ist, sind im nördlichen und südlichen Teil Gewerbegebiete angesiedelt. Ihlpohl gehört mit den 5 Ortschaften Ritterhude, Platjenwerbe, Lesumstotel, Stendorf und Werschenrege zur Gemeinde Ritterhude. Die Siedlungsgebiete Osterhagen und Vor Osterhagen lagen bereits zur Zeit der Preußischen Landesaufnahme einige hundert Meter nordöstlich des damaligen Kerns Ihlpohls.

### Gewässer, Naturschutzgebiete
Im östlichen Bereich der Ortschaft liegt das Naturschutzgebiet Obere Ihleniederung und am südwestlichen Ortsrand liegt das 4,8 ha große Bremer Naturschutzgebiet Ruschdahlmoor. Im Süden Ihlpohls fließt teils als Grenzfluss zu Bremen von Nord nach Süd die Ihle, ein etwa vier Kilometer langer Nebenfluss der Lesum. Ihre Quelle liegt nördlich vom Schulzentrum Moormannskamp.

### Erhebungen
Die Landschaft ist leicht hügelig und im Norden überwiegen Wälder und Auen. Ein hoher Punkt ist das Gelände Lärchenhügel/Rosenhügel, von dem es schroff zum Kaufland und Am Moor abfällt. Auch die Straßen Alter Postweg und Heimstraße liegen höher als das Gelände um die ehemalige B6.

### Klima
Das Klima im Ort ist dem Bremer Wetter sehr ähnlich, allerdings treffen die Vorhersagen für Regen zwar häufig für Bremen-Nord zu, aber – aufgrund der Geestlage – nicht so häufig für Ihlpohl.

## Geschichte

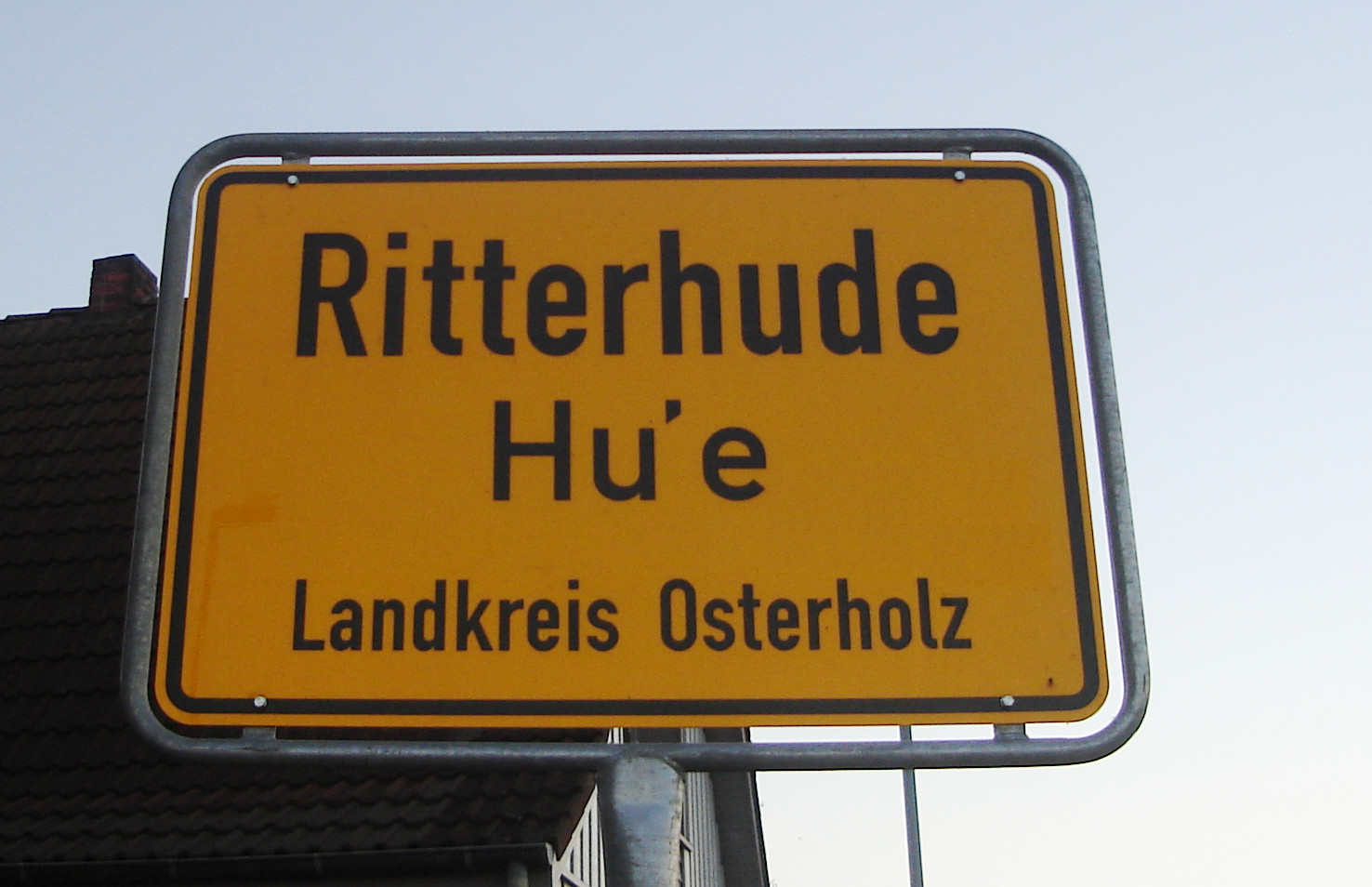
Ortseingangsschild

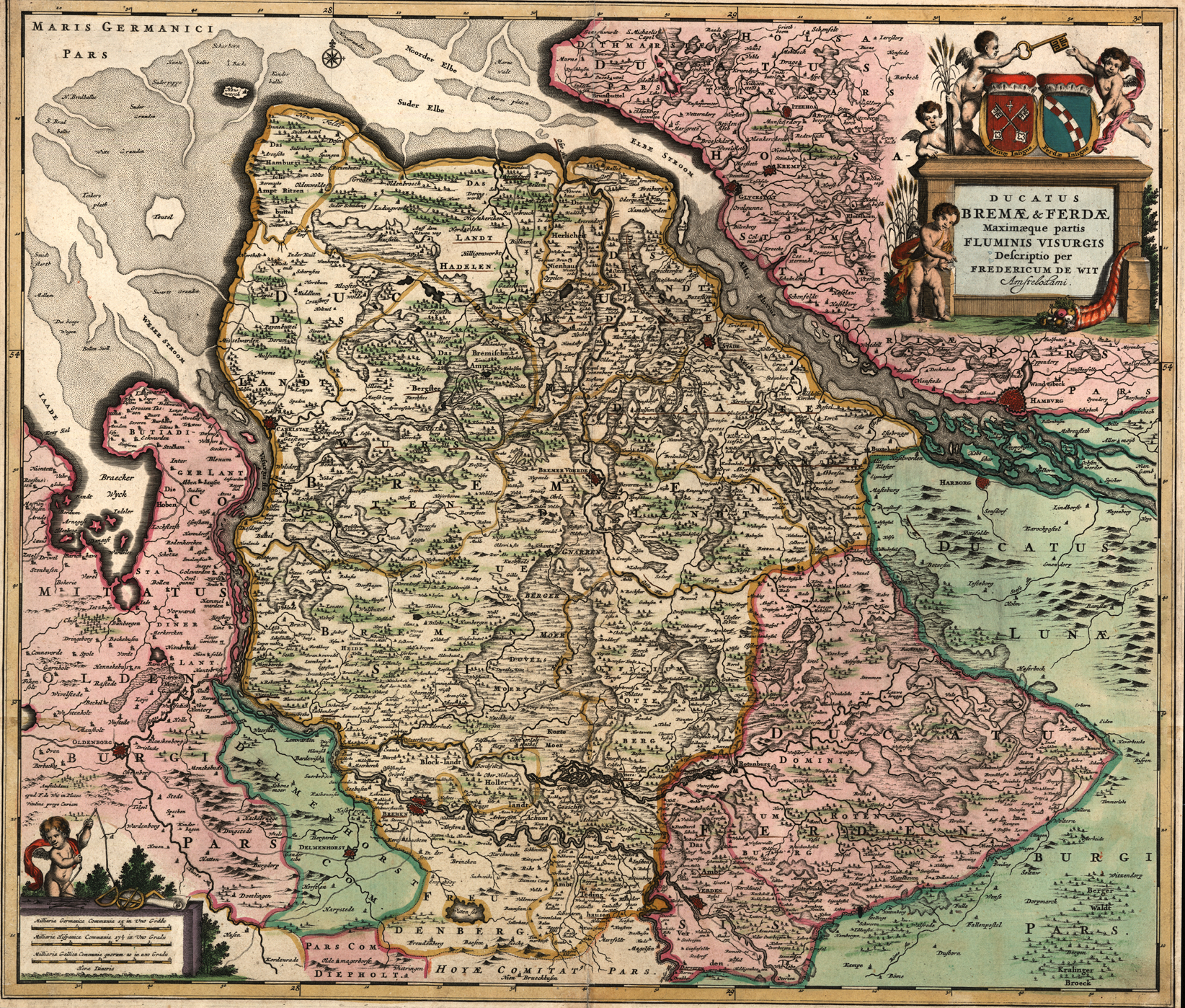
Bremen-Verden 1655

In einer Karte von 1655 wurde Osterhagen erstmals erwähnt. Der alte Dorfkern lag nicht wie oft vermutet am Denkmal, sondern etwas weiter nordöstlich, etwa bei „Bron's Baumschulen“. Im Jahr 1850 wurde das Patrimonialgericht Ritterhude (bestehend aus den Orten Ritterhude, Osterhagen-Ihlpohl, Werschenrege (mit Erve, Loge, Ovelgönne) und 5 Häuser von Lesumstotel, außerdem Heilshorn, Hülseberg/Isehorn, Buschhausen und Vor-Scharmbeckstotel) mit dem Amt Osterholz vereint. Weitere Erwähnung gibt es auf der „G. D. Reymann's topographische Special-Karte 54 von Central-Europa“ von 1879.
Am 1. März 1974 wurde die Gemeinde Osterhagen-Ihlpohl in die Gemeinde Ritterhude eingegliedert. Im Jahr 1182 wurde Ritterhude als Hude (Plattdeutsch Hu’e) erstmals in einer Urkunde des Klosters Osterholz erwähnt. Seit 2004 wurden die Orteingangsschilder zweisprachig ausgezeichnet.

## Politik
In Ritterhude ist seit Jahrzehnten die SPD mit deutlichem Vorsprung in der Mehrheit. Die CDU ist auch recht stark vertreten, hat aber bislang nie die Mehrheit errungen. Die Grünen sind unter den „Sonstigen Parteien“ etwas stärker als der Rest, aber mit etwa 10 % alleine nicht in der Mehrheit. Sie erreichten bei den Kreistagswahlen 2011 19,01 % und bei denen 2016 nur noch 16,19 %.

### Wahlergebnisse
Bei der Bürgermeisterwahl 2014 wurde Susanne Geils, SPD mit 50,25 % gewählt. Sie ist seit 2006 Bürgermeisterin.
| Partei         | Gemeinderatswahl 2011 | Gemeinderatswahl 2016 |
| -------------- | --------------------- | --------------------- |
| SPD            | 41,20                 | 40,68                 |
| CDU            | 24,63                 | 22,83                 |
| Die Grünen     | 18,92                 | 17,84                 |
| FDP            | 2,74                  | 4,05                  |
| WGR            | 4,40                  | ---                   |
| Bürgerfraktion | 8,12                  | 14,59                 |

### Wappen, Flagge, Städtepartnerschaften
Der Ort Ihlpohl hat weder ein eigenes Wappen oder eine Flagge, noch unterhält er eine Städtepartnerschaft.

## Kultur und Sehenswürdigkeiten

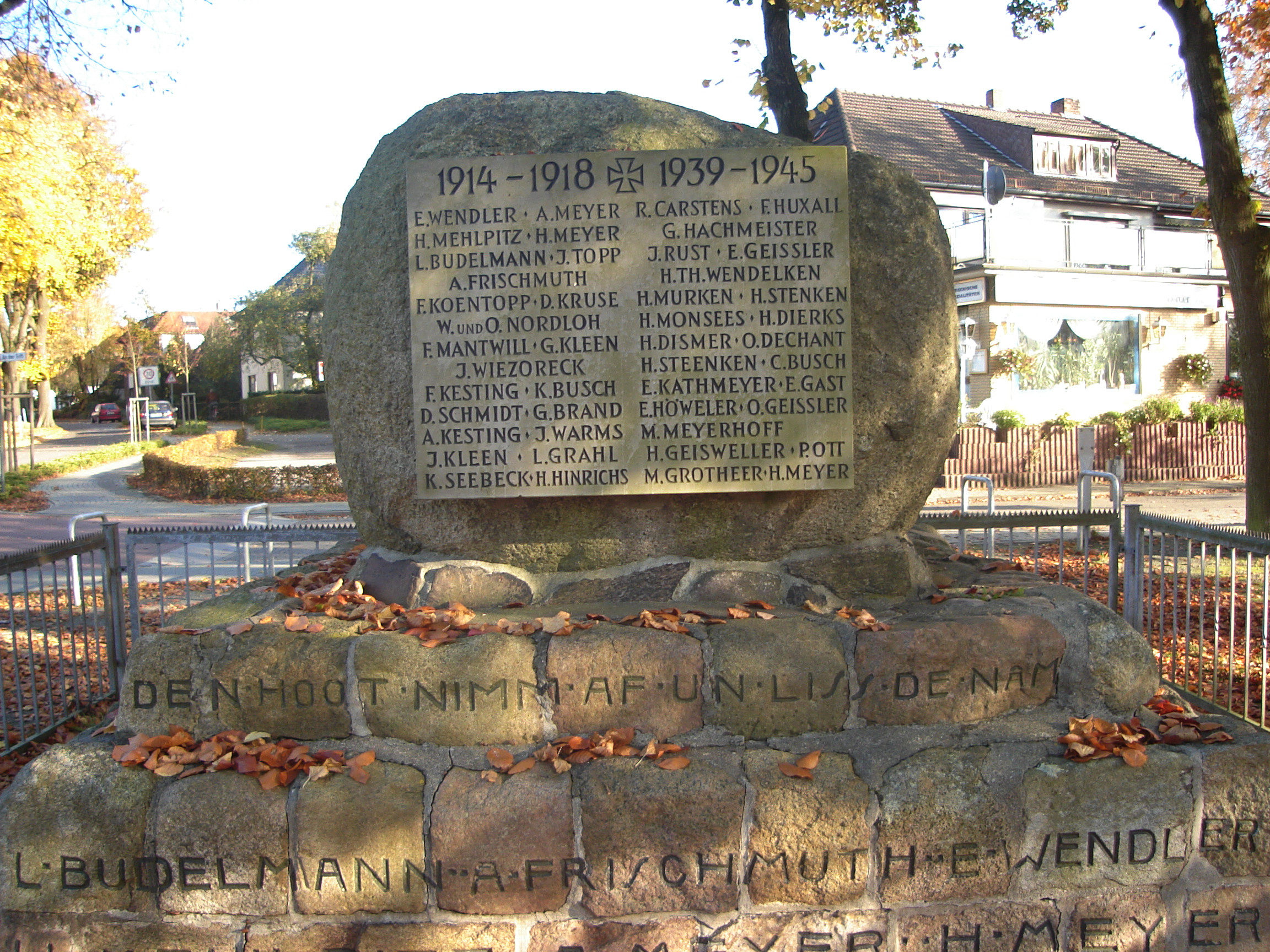
Denkmal

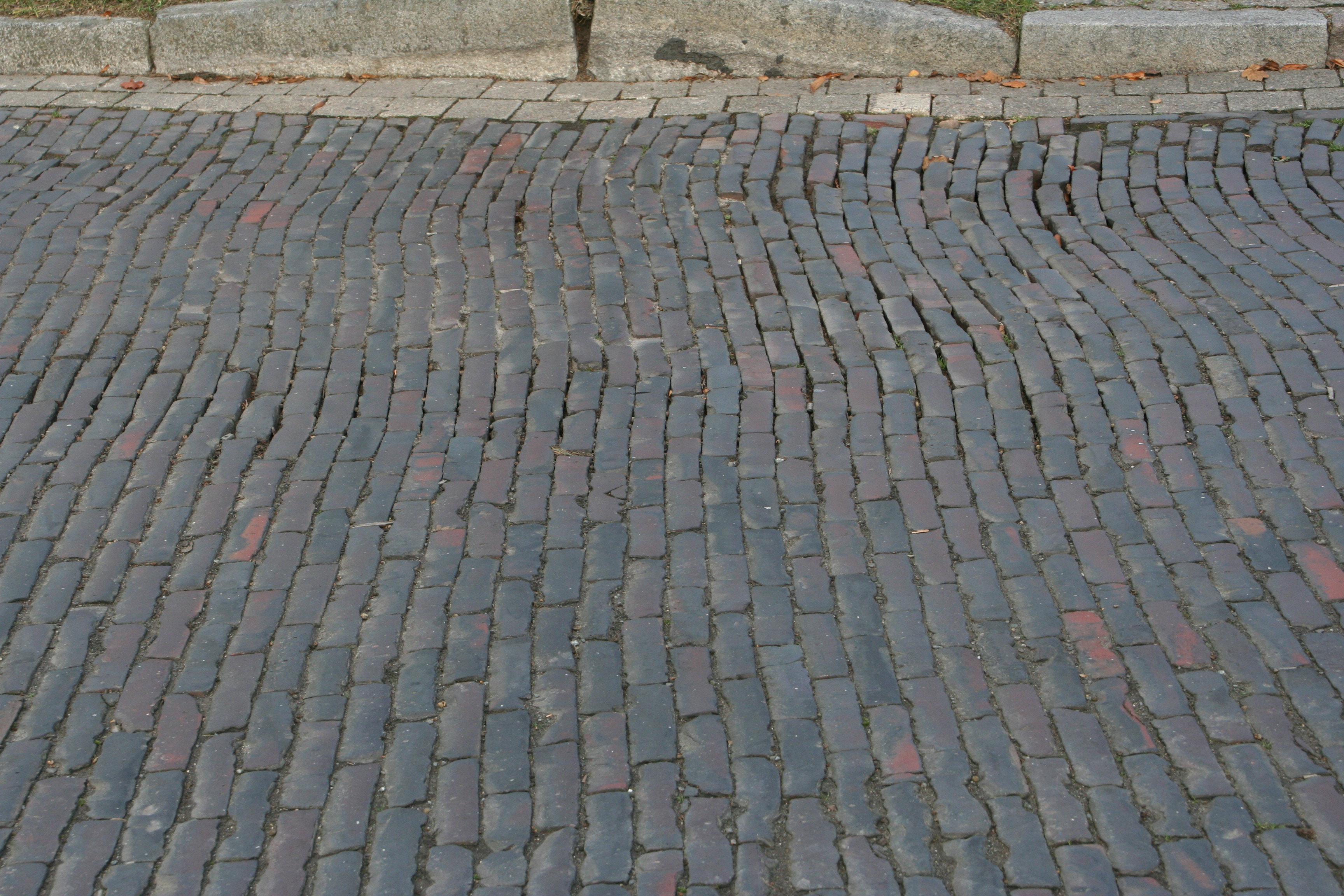
Pflaster

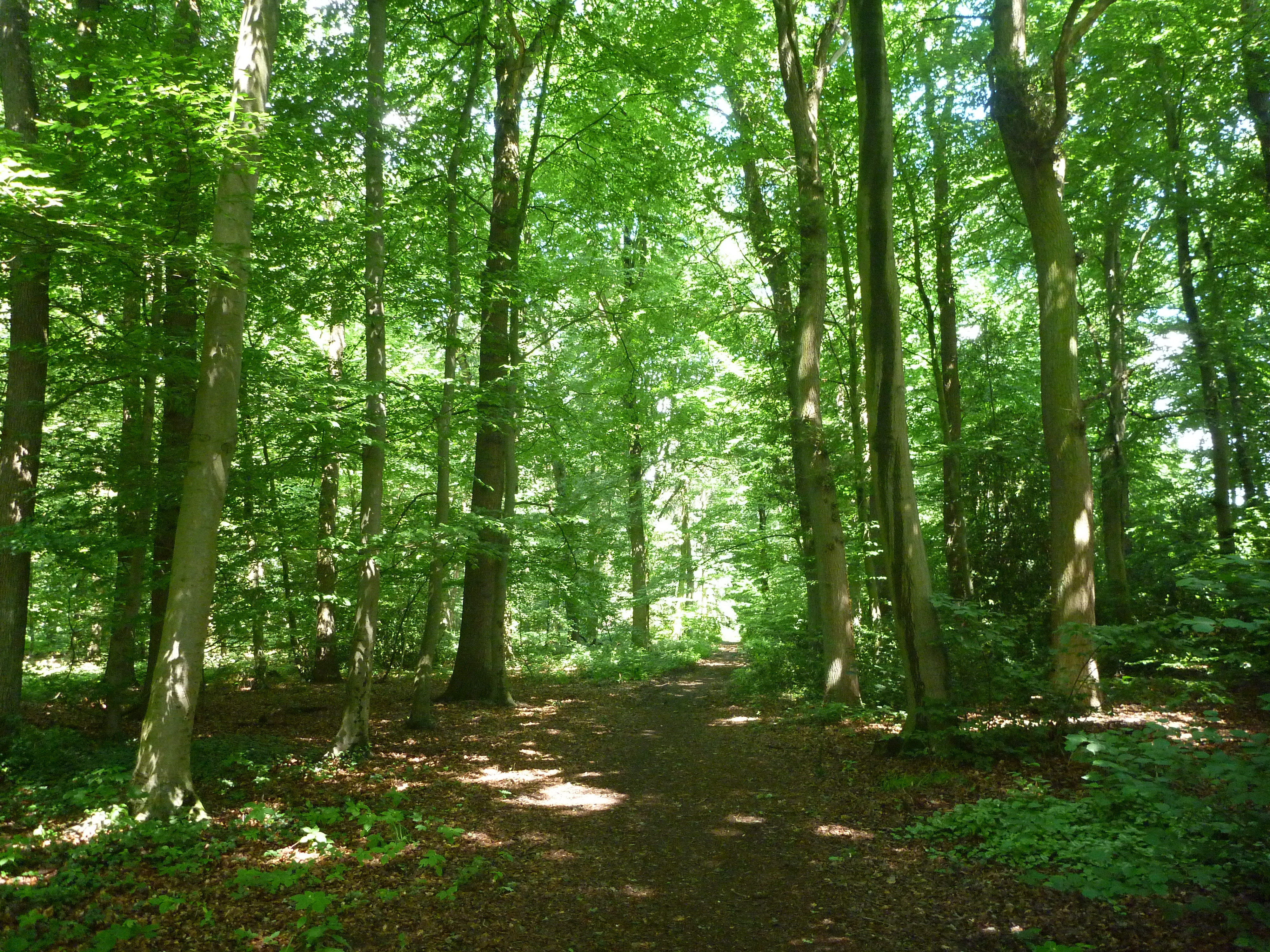
Heumanns Busch

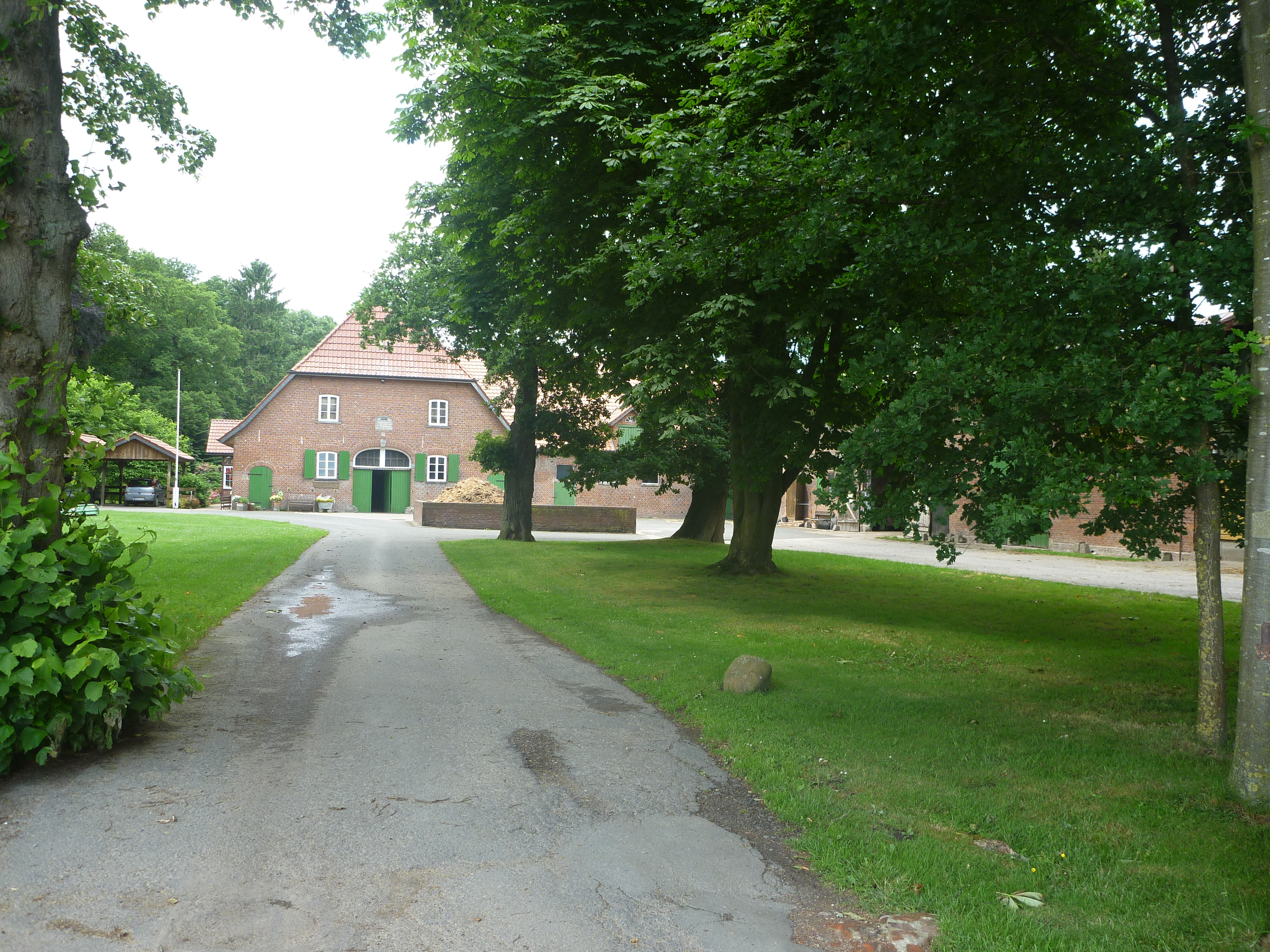
Hof Johann Heumann

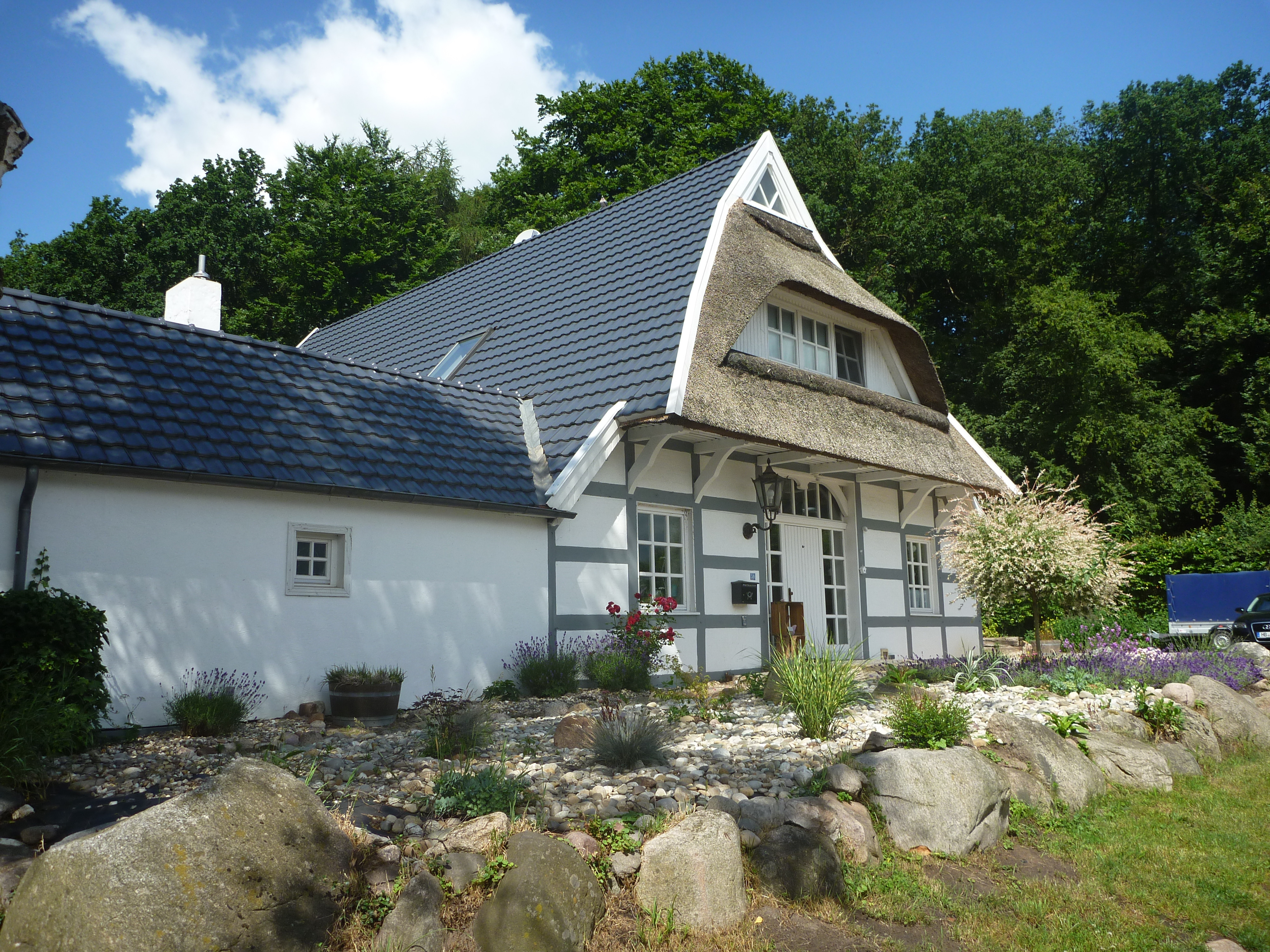
Reetgedecktes Haus

- Das Denkmal für die Gefallenen des Ersten Weltkriegs.
- „Bron's Baumschulen“: seit 1903 ansässig.
- Heumanns Busch: Wäldchen mit Fischreihern und Buschwindröschen.
- Alter Postweg 59: Reetgedecktes Haus.
- Straße „Am Denkmal“: Mit äußerst hart gebranntem Torfbrandklinker gepflasterter Straßenteil. Die Steine wurden ursprünglich in Hofflächen auf Bauernhöfen verbaut; von den eisernen Pferdewagenrädern und dem Hufbeschlag haben die Steine ihre Spuren erhalten.

## Wirtschaft und Verkehr
Die ehemalige Produktionsstätte Messer Griesheim ist inzwischen wieder abgebaut; weitere Produktionsstätten gibt es in Ihlpohl nicht.
Ihlpohl ist durch Handel gekennzeichnet. Es gibt Einkaufsmöglichkeiten, Handwerker und Dienstleistungsbetriebe, darunter auch mehrere Ärzte.
- Bildung: DRK-Kita, Grundschule
- Vereine: Sportverein ASV Ihlpohl (seit 1927) mit Fußball, Leichtathletik uvm.

## Infrastruktur
Durch Ihlpohl verläuft die Bundesautobahn 27 und am südwestlichen Ortsrand die Bundesautobahn 270. Die Bundesstraße B6 wurde in den 1970er Jahren zwischen Osterhagen-Ihlpohl und Bremerhaven aufgehoben; an ihre Stelle war die Bundesautobahn 27 getreten. Hervorzuheben ist der umfangreiche Baumbestand rechts und links der Bundesstraße.
Bus und Bahn:
- Bus 660 Hagen-Bremen Burg: Station Ihlpohl Tankstelle.
- Bus 654 Bürgerbus[5] Werschenrege, Ritterhude, Bremen-Marßeler Feld, Ihlpohl, Bremen-Lesum: mehrere Stationen
- Bahnstationen Ritterhude, Bremen-Burg, Bremen-Lesum: Regio-S-Bahn (RS1 Farge-Verden (Aller) & RS2 Twistringen-Bremerhaven-Lehe.)

## Persönlichkeiten
- Luise Nordhold, 1917–2018: war 90 Jahre in der SPD. Sie war u. a. Lehrerin an der Grundschule Ihlpohl.